# Síndic de les ciutats i viles reials
El Síndic de les ciutats i viles reials, a la Corona d'Aragó, era el representant de les ciutats i les viles reials a les corts. El conjunt de síndics de cadascun dels regnes constituïa el braç reial de les corts d'aquests.
El sistema constitucionalista característic de la Corona d'Aragó impedia al sobirà imposar una nova legislació fiscal per la seva sola voluntat reial. Com qualsevol altra legislació calia negociar-la amb la representació dels tres braços de la terra a través de la convocatòria de Corts en cadascun dels respectius estats. Les Corts o Parlamentum eren l'òrgan legislatiu de cada estat de la Corona d'Aragó i eren una assemblea que reunia el rei amb els tres o quatre (a Aragó) estaments de cada estat: nobles, eclesiàstics i síndics de les principals ciutats i viles reials.